# Aculithus pseudofabiformis
Espèce
Synonymes
- Otacilia pseudofabiformis Liang, Li, Yin, Li & Xu, 2021

Aculithus pseudofabiformis est une espèce d'araignées aranéomorphes de la famille des Phrurolithidae.

## Distribution
Cette espèce est endémique du Guangxi en Chine,. Elle se rencontre dans le xian de Shangsi.

## Description
La femelle holotype mesure 3,53 mm.

## Systématique et taxinomie
Cette espèce a été décrite sous le protonyme Otacilia pseudofabiformis par Liang, Li, Yin, Li et Xu en 2021. Elle est placée dans le genre Aculithus Mu et Zhang en 2023.

## Publication originale
- Liang, Li, Yin, Li & Xu, 2021 : « Two new species of the genus Otacilia from southern China (Araneae, Phrurolithidae). » Arachnologica Sinica, vol. 30, no 2, p. 99-105.